# Serguéi Dorenski
Serguéi Dorenski (en ruso: Сергей Доренский; Moscú, 3 de diciembre de 1931-26 de febrero de 2020) fue un pianista y pedagogo ruso.

## Carrera artística
Fue formado bajo la tutela de Grigori Ginzburg en el Conservatorio de Moscú, comenzó en los años cincuenta una carrera de concertista que pronto se extendió por toda Europa del Este y que se hizo extensiva a Europa Occidental después de que ganara el segundo premio del Concurso de piano de Río de Janeiro en 1957.
Ese mismo año fue nombrado profesor del Conservatorio Chaikovski de Moscú, compaginando en lo sucesivo la actividad concertística con la pedagógica. En 1978 fue nombrado catedrático de la institución, cargo que ocupará hasta 1997. Durante este período fue profesor de pianistas hoy consagrados como Nikolái Luganski, Denís Matsúev o Stanislav Bunin.